# Leucangium ophthalmosporum
Leucangium ophthalmosporum är en svampart som beskrevs av Quél. 1883. Leucangium ophthalmosporum ingår i släktet Leucangium och familjen Helvellaceae.   Inga underarter finns listade i Catalogue of Life.